# Pseudomystus siamensis
Pseudomystus siamensis är en fiskart som först beskrevs av Regan, 1913.  Pseudomystus siamensis ingår i släktet Pseudomystus och familjen Bagridae. IUCN kategoriserar arten globalt som livskraftig. Inga underarter finns listade i Catalogue of Life.